# Муравкин, Вакх Назарович
Вакх Назарович Муравкин (1830, Владимир — 1901, Владимир) — русский купец, потомственный почётный гражданин.

## Биография
Родился в 1830 году во Владимире в семье крепостного крестьянина Назара Трофимовича династии Муравкиных, который занимался огородничеством и с детства приучал труду на земле сына, который также заинтересовался огородными делами.
В 1877 году семейное дело рода Муравкиных перешло в руки Вакха, который продолжил его вместе со своим братом Сергеем. У братьев Муравкиных был около 200 десятин собственной и арендованной земли. Их огороды располагались вдоль реки Лыбеди и за Нижегородской заставой Владимира. Их продукция реализовалась во Владимире, Шуе, Коврове, Иваново-Вознесенске, Москве, Санкт-Петербурге и других городах России. Ежегодно в их хозяйстве выращивалось до 1000 пудов картофеля и до 50000 пудов капусты. Семена для своих культур они выписывали из России, Франции, Пруссии и США. На сельскохозяйственных выставках в Москве в 1860—1870 годах братья Муравкины были удостоены серебряных медалей, а на Всероссийской промышленной и художественной выставке 1896 года в Нижнем Новгороде — большой серебряной медали. Также братья занимались также торговлей лесом и хлебом, имея паровую мукомольную мельницу за Юрьевской заставой.
Кроме сельскохозяйственной деятельности, Вакх Назарович занимался и общественной. С 1870 года он был гласным Владимирской городской думы, с 1878 года — церковным старостой при Дмитриевском соборе, с 1880 года — гласным Владимирского уездного Земского собрания. С 1891 года являлся членом Учетного комитета Владимирского отделения Государственного банка и почетным мировым судьёй по Владимирскому уезду.
За свою усердную службу Муравкин был награжден золотыми медалями на всех существующих лентах: от Станиславской до Андреевской включительно. В начале 1900 года Владимирское общество огородничества и садоводства присудило братьям Муравкиным большую серебряную медаль «за широкую постановку ценных культур по огородничеству». 1 апреля 1901 года, за несколько дней до своей смерти, он был удостоен ордена Святого Станислава 3-й степени.
9 января 1899 года во владимирской типографии В. А. Паркова вышла брошюра «100-летие огородничества фирмы Муравкиных и 50-летие супружеского сожития Вакха Назаровича с Ириной Евтихиевной Муравкиных». Газета «Владимирские губернские ведомости» писала о них в этом же году:

«Земля вся без остатка занята парниками, которых насчитывается до 20 тысяч. Эта громада парников, стелющаяся по склону к р. Лыбеди, представляет весьма красивый вид в весенний и летний день, если смотреть с Троицкого вала. Накрытые стеклянными рамами, они представляют собой как бы большое озеро, в котором солнце переливается разными цветами радуги. Сколько здесь блеска, света и теплоты!»

Умер Вакх Назарович Муравкин в 1901 году во Владимире. При отпевании его в Дмитриевском соборе присутствовали владимирский губернатор Н. М. Цеймерн, владимирский городской голова А. А. Шилов и многие другие официальные лица. Похоронили Вакха Муравкина на Князь-Владимирском кладбище в семейном склепе.

### Семья
По достижении совершеннолетия Вакх Назарович Муравкин женился на Ирине Евтихиевне — крепостной крестьянке из Суздальского уезда, которая была на 12 лет старше его.
После смерти братьев Муравкиных (Сергей Назарович умер в 1915 году) сын Сергея Назаровича Муравкина — Николай Сергеевич (1872—1930) продолжил семейное дело — занятие огородничеством, садоводством, торговлей хлебом. И также по семейной традиции занимался благотворительностью.